# Makryna Młodsza
Makryna Młodsza, cs. Prepodobnaja Makrina mładszaja (ur. ok. 327 w Cezarei Kapadockiej, zm. 379 lub 380 w Poncie) – mniszka, święta Kościoła katolickiego i prawosławnego.

## Życiorys
Makryna urodziła się i żyła w Kapadocji. Po śmierci swojego narzeczonego zajęła się wychowywaniem swojego młodszego rodzeństwa, z którym prowadziła życie na wpół klasztorne. Jako jedna z pierwszych kobiet Azji mniejszej założyła i prowadziła od 352 r. zakon żeński.
Jej matka, Emilia z Cezarei, została świętą oraz trzej bracia:
- Bazyli Wielki,
- Piotr, biskup Sebasty
- Grzegorz, biskup Nyssy, który napisał o niej wspomnienie.

## Kult
Dzień obchodów
Wspomnienie liturgiczne w Kościele katolickim obchodzone jest 19 lipca.
Cerkiew prawosławna wspomina świętą mniszkę (prepodobnyja) 19 lipca/1 sierpnia, tj. 1 sierpnia według kalendarza gregoriańskiego.
Ikonografia
W ikonografii święta przedstawiana jest w ciemnych szatach mniszki, z rękoma modlitewnie złożonymi na piersiach.